# Medusarium
Cet article court présente un sujet plus développé dans : Aquarium et Méduse (animal).

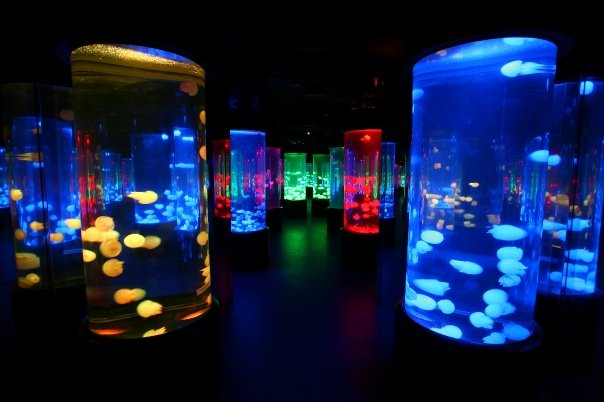
Medusarium à l'Ocean Park Hong Kong.

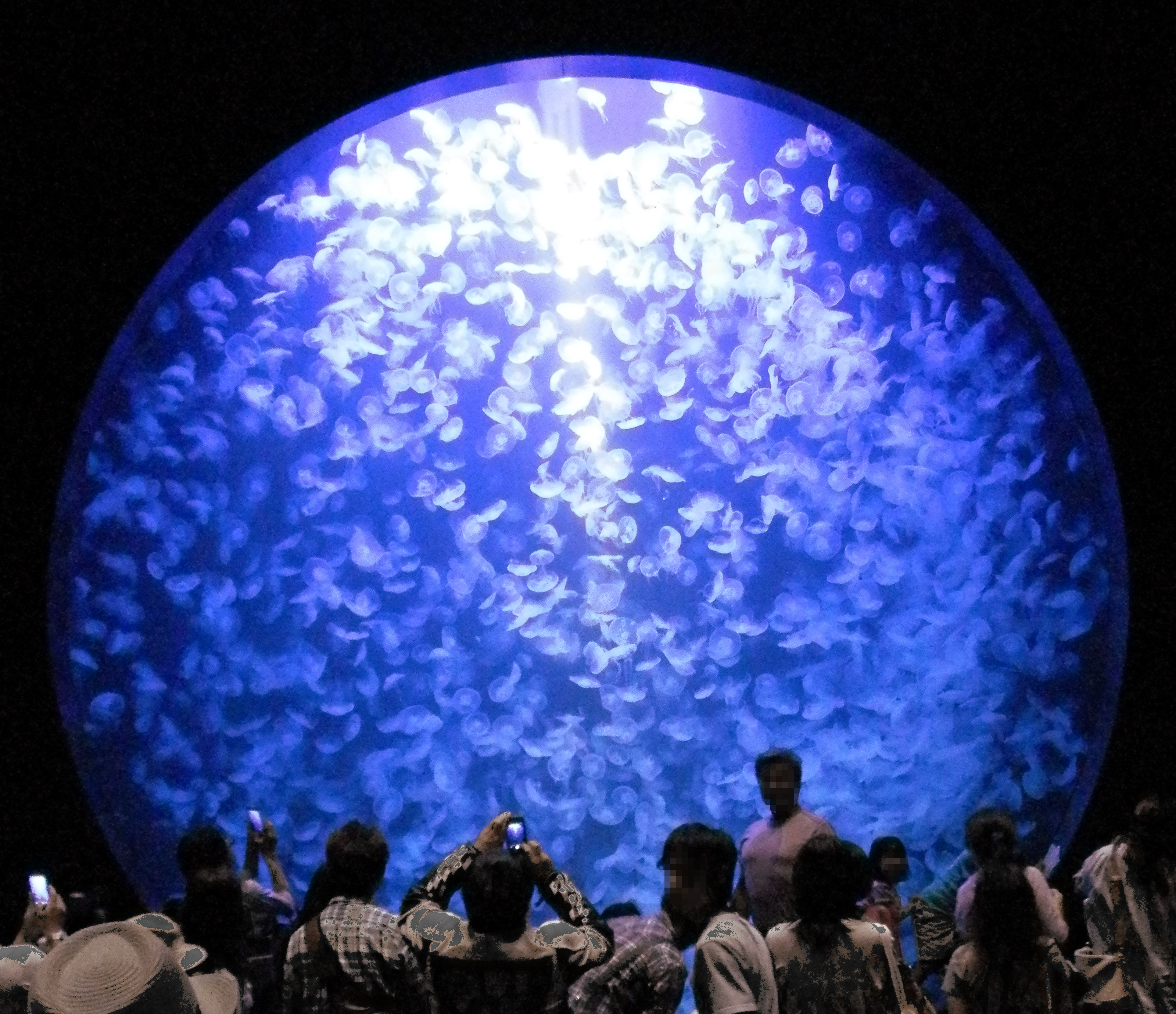
Bassin à méduses dans l'aquarium de Kamo.

Un medusarium (ou médusarium) est un aquarium destiné spécifiquement aux méduses.

## Principaux médusariums
L'aquarium de Kamo (ja) à Tsuruoka au Japon, surnommé « l’empire des méduses » (construit en 1930, il ne s'est spécialisé dans les méduses qu'après sa rénovation en 2008), est réputé pour son medusarium qui abrite une soixantaine d’espèces,. À Paris, l'aquarium de Paris - Cinéaqua dispose de l'un des plus grands medusariums de France. L'aquarium de la baie de Monterey possède la plus grande collection permanente d'espèces de méduses aux États-Unis.